# Хвильовий вектор
Хвильови́й ве́ктор — векторна величина, яка вказує напрямок переміщення хвильового фронту та визначає характерний розмір періодичності монохроматичної плоскої хвилі. Позначається латинською літерою {\displaystyle \mathbf {k} } й вимірюється в обернених сантиметрах(см-1). 
Рівняння хвилі можна записати як:
{\displaystyle \mathbf {u} (\mathbf {r} ,t)=Acos(\mathbf {k\cdot r} -\omega t+\phi )},
Де {\displaystyle A} — амплітуда хвилі, {\displaystyle \phi } — початкова фаза, {\displaystyle \omega } — кутова частота. 
Величина {\displaystyle \mathbf {u} } в цьому випадку є довільною величиною, що змінюється в просторі і часі — це може бути зміщення точок з положення рівноваги, напруженість електричного або магнітного поля, тощо.

## Зв'язок з іншими величинами
Модуль хвильового вектора називається хвильовим числом. Воно пов'язане з довжиною хвилі λ співвідношенням:
{\displaystyle k={\frac {2\pi }{\lambda }}}.
Таким чином хвильове число є просторовим аналогом кутової частоти.
У напрямку хвильового вектора фаза хвилі змінюється найшвидше (якщо "зафіксувати" час). Математично це можна також записати як:
{\displaystyle \mathbf {k} =\nabla \phi }
Швидкість руху фази хвилі (фазова швидкість) у цьому напрямку навпаки є мінімальною, і дорівнює:
{\displaystyle v_{ph}=\omega /k}
Імпульс квантових хвиль дорівнює:
{\displaystyle \mathbf {p} =\hbar \mathbf {k} }

## Складні хвилі
Квазігармонічні хвилі (такі хвилі подібні до гармонічних у масштабі одного періоду, але з часом їх амплітуда повільно змінюється), наприклад, биття, можна описати, вводячи локальний хвильовий вектор {\displaystyle \mathbf {k} (\mathbf {r} ,t)} як градієнт фази і частоту {\displaystyle \omega (\mathbf {r} ,t)} як часткову похідну фази по часу. Проте такий опис можливий лише якщо амплітуда, частота і напрям хвилі змінюються достатньо повільно. Обмежуючі критерії можна записати наступними рівняннями:
{\displaystyle {\frac {1}{\omega A}}{\frac {\partial A}{\partial t}}\ll 1,{\frac {1}{kA}}|\nabla A|\ll 1,{\frac {1}{\omega ^{2}}}{\frac {\partial \omega }{\partial t}}\ll 1,{\frac {1}{\omega k}}|\nabla \omega |\ll 1,{\frac {1}{k_{i}k_{j}}}{\frac {\partial k_{i}}{\partial k_{j}}}\ll 1}
Напрямок перенесення енергії такою хвилею може не збігатися з хвильовим вектором і навіть бути напрямленим у протилежну сторону, наприклад у випадку аномальної дисперсії.
У випадку експоненційно згасаючих хвиль, хвильовий вектор є комплексною величиною. Прикладом таких хвиль є електромагнітні хвилі під час проходження через речовину.
Також, електромагнітні хвилі часто описуються хвильовим 4-вектором, просторові компоненти якого збігаються зі звичайним хвильовим вектором, а часова дорівнює {\displaystyle \omega /c}.
У випадку не плоских хвиль хвильовий вектор зазвичай не використовується. Так,  сферична хвиля розповсюджується в усі сторони, тому в її рівнянні фігурує хвильове число а не хвильовий вектор:
{\displaystyle \mathbf {u} (r,t)={\frac {A}{r}}cos(kr-\omega t)},
де r — відстань від джерела хвилі.